# Președintele Guyanei
Președintele Republicii Cooperatiste Guyana este șeful statului și șeful guvernului Guyanei, precum și comandantul suprem al forțelor armate ale Republicii, conform Constituției Guyanei. Președintele este, de asemenea, Cancelarul Ordinelor din Guyana.

## Istorie și descriere
Când Guyana a fost declarată republică în 1970, președintele a fost ales de Adunarea Națională pentru un mandat de cinci ani și deținea în mare măsură puteri ceremoniale. După un referendum din 1980, constituția a fost modificată pentru a transforma funcția de președinte într-una executivă, președintele devenind cunoscut drept președinte executiv. Liderul partidului care primește cele mai multe voturi la alegerile generale și regionale devine președinte și deține funcția pe durata legislativului - în practică, de cinci ani.
Președinții sunt numărați începând cu președintele Arthur Chung în 1970. Președinții executivi sunt numărați începând cu președintele Forbes Burnham (primul președinte executiv) în 1980.